# پنتاکس کی-۷
پنتاکس کی-۷ (به انگلیسی: Pentax K-7) یک دوربین عکاسی ساخت شرکت پنتاکس است.